# UTC+14
0° пн. ш. 150° зх. д. / 0° пн. ш. 150° зх. д.
UTC+14 — часова зона, яка базується на меридіані 150° з.д., однак зі зміщенням на добу вперед. Відтак час тут збігається з часом у поясі UTC-10, але зрушений відносно нього на добу. Це найсхідніша часова зона — сюди найраніше приходить нова доба. 
Від всесвітнього часу ця зона на чотирнадцять годин попереду, а від київського — на дванадцять.
Уперше була використана як літній час 1 квітня 1981 року на території Східної Чукотки (Росія).
Позначення у навігації - M†

## Використання

### Постійно протягом року
- Кірибаті - част.:
  - острови Лайн

### Яклітній час
- Самоа

## Історія використання

### Як стандартний час
- Кірибаті - част.:
  - острови Лайн — з 2 січня 1995 року

### Яклітній час
- Тонга — у 1999-2002 роках та з 2016 по 2017 рік
- Росія - част.:
  - Чукотський АО - част.:
    - Східна частина — у 1981 році